# 散水头镇
散水头镇，是中华人民共和国河北省唐山市玉田县下辖的一个乡镇级行政单位。

## 行政区划
散水头镇下辖以下地区：
散水头村、十里坨村、青庄坞村、代家铺村、黄家铺村、小稻地村、代家屯村、富兴桥村、光明庄村、建新村、钱家沟村、三汇铺村、双城村和王廖铺村。